# Bahnhof Detmold
Der Bahnhof Detmold ist der wichtigste Bahnhof in der Stadt Detmold. Er wurde 1880 eröffnet und verfügt über zwei Bahnsteiggleise. Das Empfangsgebäude wurde in den Jahren 2006 und 2007 gründlich saniert.

## Bahnhofsanlage
Der Bahnhof Detmold liegt nordwestlich der Kernstadt. Er ist ein an der von Nordwesten nach Südosten verlaufenden Bahnstrecke Herford – Lage (Lippe) – Himmighausen (– Altenbeken) gelegener Durchgangsbahnhof. Im 2007 innen modernisierten und außen restaurierten Empfangsgebäude befinden sich ein kleiner Kiosk und auf der gegenüberliegenden Seite eine Bäckerei, Schließfächer für Reisegepäck und ein Reisezentrum der Deutschen Bahn. Es gibt einen Aufzug zum überdachten Mittelbahnsteig. Des Weiteren wurde eine digitale Zuganzeige mit Uhr auf dem Bahnsteig installiert.
Neben den Bahnsteiggleisen gibt es noch ein Ausweichgleis und einige Abstellgleise. Die ehemals umfangreicheren Gleisanlagen und Anlagen für den Güterverkehr wurden rückgebaut.

## Geschichte

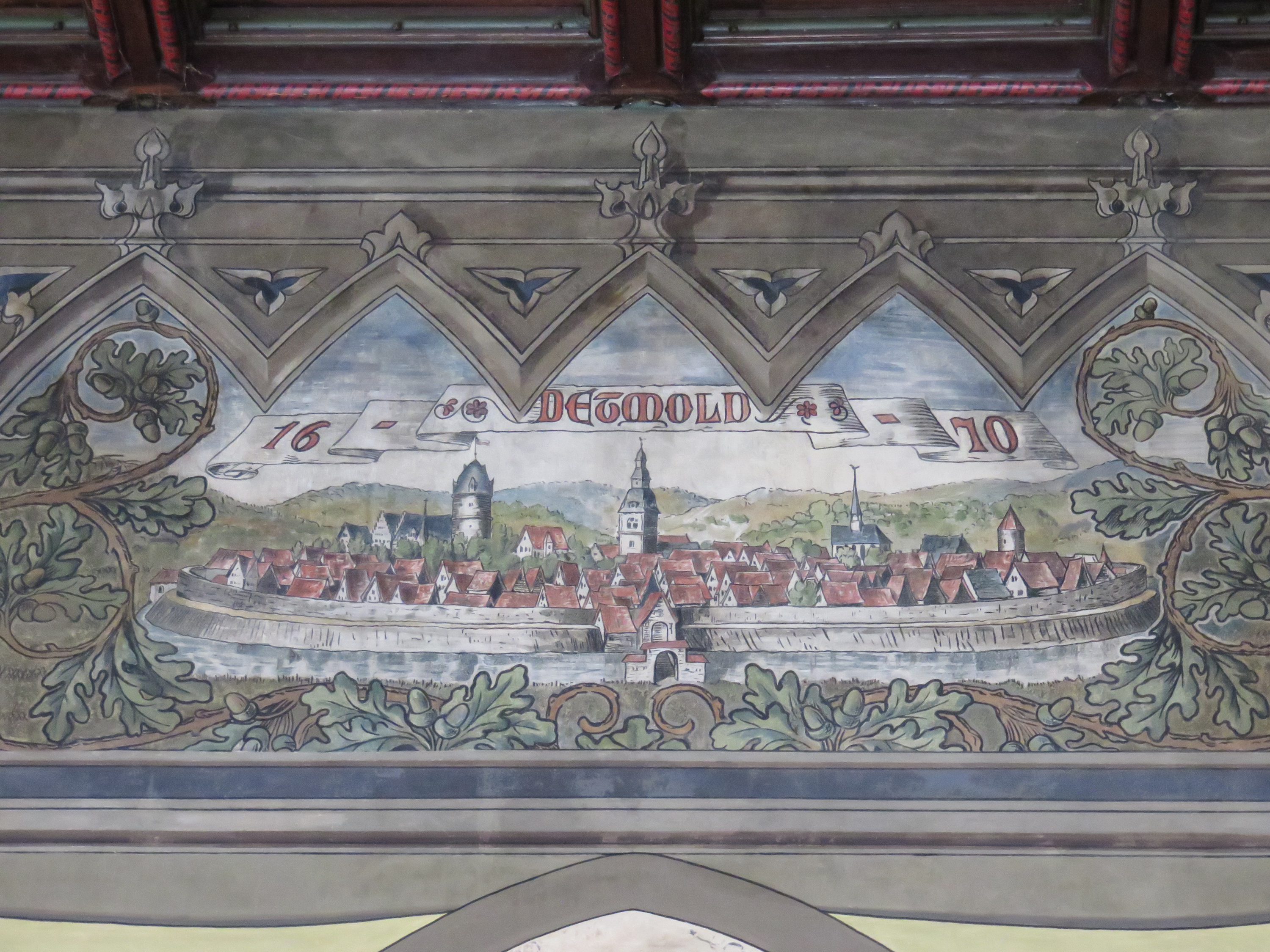
Ausmalung im Fürstenzimmer

Detmold wurde bis in die 1970er und 1980er Jahre von Fernverkehrszügen Osnabrück / Bielefeld – Altenbeken – Warburg – Kassel – München bedient. Der Bahnhofsvorplatz war bis 1954 Umsteigepunkt zur Detmolder Straßenbahn.
Im Jahre 1985 fand hier anlässlich des 150-jährigen Jubiläums der deutschen Eisenbahnen eine Ausstellung alter Lokomotiven statt, die landesweit Beachtung fand.

## Empfangsgebäude
Der Bahnhof besitzt ein historisches Empfangsgebäude von 1880. Nach jahrelangen Bemühungen und Verhandlungen kaufte es die Stadt Detmold 2004. Im Oktober 2006 begann die Sanierung des Gebäudes, aus Städtebaufördermitteln des Landes Nordrhein-Westfalen finanziert. Es bestanden erhebliche Mängel in der Ausstattung sowie hinsichtlich der Behindertenfreundlichkeit. Die Anlage wurde von den Nutzern oft als „ungemütlich“ empfunden. Während der 14-monatigen Umbauzeit blieb das Empfangsgebäude geschlossen. Im Dezember 2007 wurde das sanierte Gebäudes eingeweiht. Das Fürstenzimmer ist ein Anbau an der Westseite des Empfangsgebäudes. Die Kassettendecke und Wandmalereien sind seit 2008 restauriert. Der Raum wird heute als Café genutzt. Er war im Februar 2008 Denkmal des Monats in Westfalen-Lippe.

## Bedienung

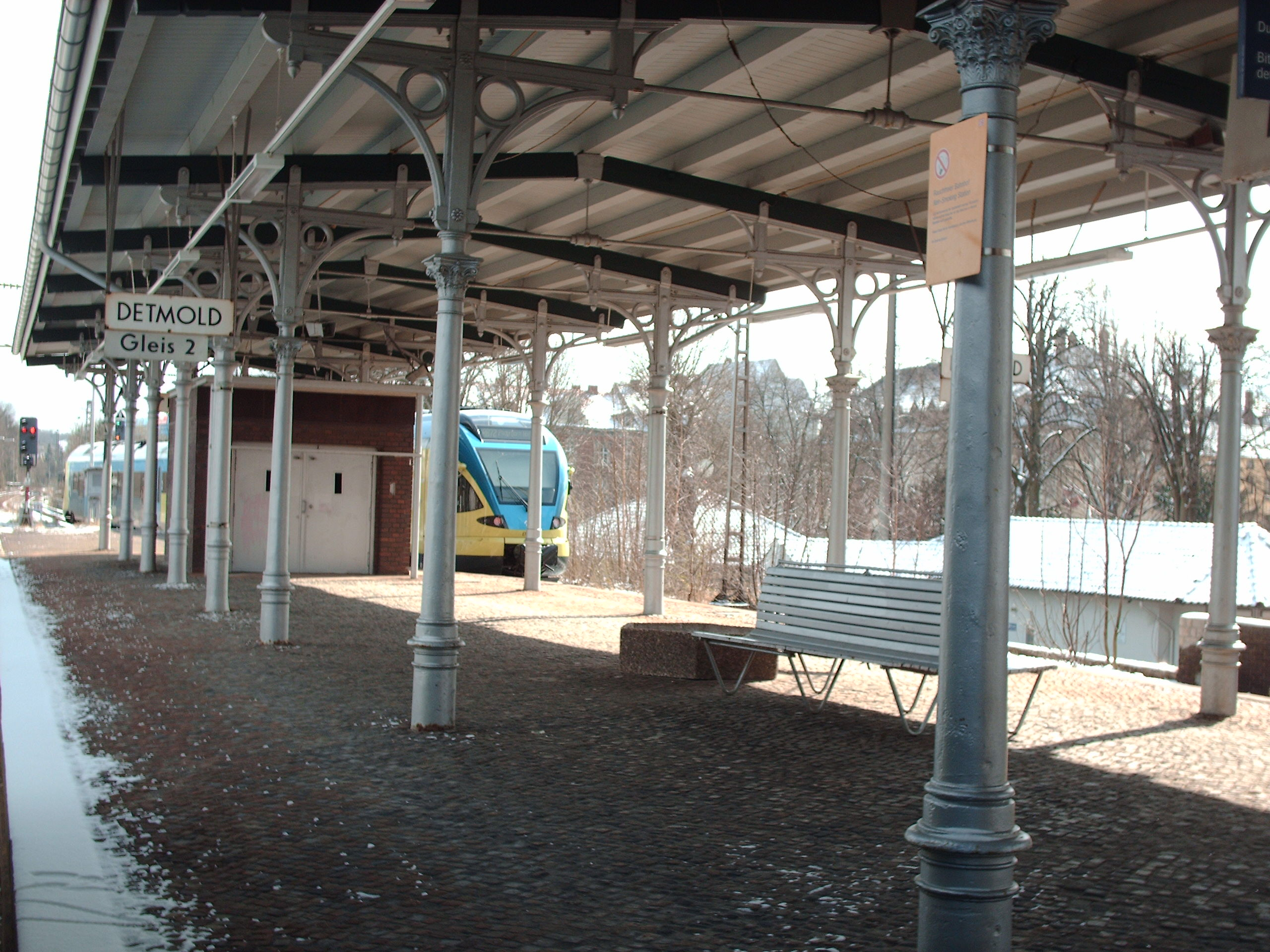
Ein Zug der Ostwestfalen-Bahn verlässt den Bahnhof.

Der Bahnhof wird im Fahrplanjahr 2024 im Stundentakt von der RB 72 „Ostwestfalen-Bahn“ Herford – Lage (Lippe) – Detmold – Altenbeken – Paderborn Hbf bedient. Die Eurobahn setzt hier Fahrzeuge des Typs Flirt 1 ein. Seit dem Eintreten des Notfahrplans verkehrt die Linie planmäßig entweder mit 5-teiligen Zügen oder mit einer Doppeltraktion aus zwei 3-teiligen Fahrzeugen.
Aufgrund des anhaltenden Personalmangels wurde der stündlich verkehrende RE 82 „Der Leineweber“ Altenbeken – Detmold – Lage (Lippe) – Bielefeld Hbf ab dem 8. April 2024 bis auf vier tägliche Fahrten (von denen keine bis nach Altenbeken verkehrt) komplett ausgesetzt. Von der Eurobahn werden hier Fahrzeuge der Baureihe 643, sowohl VT 1, VT 2 als auch VT 3, eingesetzt.
Seit dem 26. August betreibt DB Regio Ersatzfahrten auf dem RE 82 mit Fahrzeugen der Baureihe 644. Diese unterscheiden sich von den Zügen der Eurobahn (Baureihe 643) durch einen barrierefreien Einstieg an 76 cm Bahnsteigen (Ausnahme: die selten eingesetzten VT 3), einen dieselelektrischen Antrieb, zwei statt einer Tür pro Wagen, Sitzplätze im Eingangsbereich und einer deklassierten 1. Klasse (Ausnahme: die selten eingesetzten VT 1). Aufgrund der begrenzten Ressourcen von DB Regio wird bis auf eine nächtliche Hin- und Rückfahrt nach Altenbeken nur ein Umlauf Bielefeld – Lage (Lippe) – Detmold – Horn-Bad Meinberg gefahren. Die vier Fahrten der Eurobahn verkehren weiterhin; in den Stunden ohne Ersatzverkehr verkehrt ein Schnellbus Bielefeld Hbf – Detmold ohne Zwischenhalte.
| Linie  | Verlauf | Takt          |
| ------ | --- | ------------- |
| RB 72  | Ostwestfalen-Bahn: Herford – Bad Salzuflen – Schötmar – Bad Salzuflen-Sylbach – Lage (Lippe) – Detmold – Horn-Bad Meinberg – Leopoldstal – Steinheim-Sandebeck – Altenbeken – Paderborn Hbf Stand: Fahrplanwechsel Dezember 2024 | 60 min        |
| RE 82  | Der Leineweber: Bielefeld Hbf – (Oerlinghausen / Herford – Bad Salzuflen – Schötmar – Bad Salzuflen-Sylbach) – Lage – Detmold (– Horn-Bad Meinberg) Stand: 08.04.2024                                                            | einzelne Züge |
| RE 82  | DB Regio Ersatzverkehr: Bielefeld Hbf – Oerlinghausen – Lage – Detmold – Horn-Bad Meinberg (– Altenbeken) Stand: 26.08.2024 | 120 min       |
| Bus 82 | Schienenersatzverkehr: Bielefeld Hbf – Detmold Stand: 26.08.2024 | 120 min       |

Detmold gehört dem regionalen Tarifverbund „Westfalentarif“ (OWL Verkehr GmbH) an. Außerdem gilt der NRW-Tarif.

## Verkehrsanbindung
Vom Busbahnhof auf dem Bahnhofsvorplatz fahren Stadtbusse in alle Stadtteile und Regionalbusse u. a. nach Augustdorf, Blomberg, Lemgo, Horn-Bad Meinberg oder Barntrup.
In unmittelbarer Nähe zum Bahnhof liegt ein großes Schulzentrum (Dietrich-Bonhoeffer-Berufskolleg und Felix-Fechenbach-Berufskolleg), das von über 5.000 Personen besucht wird und dessen Einzugsgebiet über das Stadtgebiet hinausgeht, so dass vor allem wochentags mit starkem Schülerverkehr zu rechnen ist.
Darüber hinaus gibt es Wochenendpendler, insbesondere
Soldaten, die in der Generalfeldmarschall-Rommel-Kaserne in Augustdorf stationiert sind.

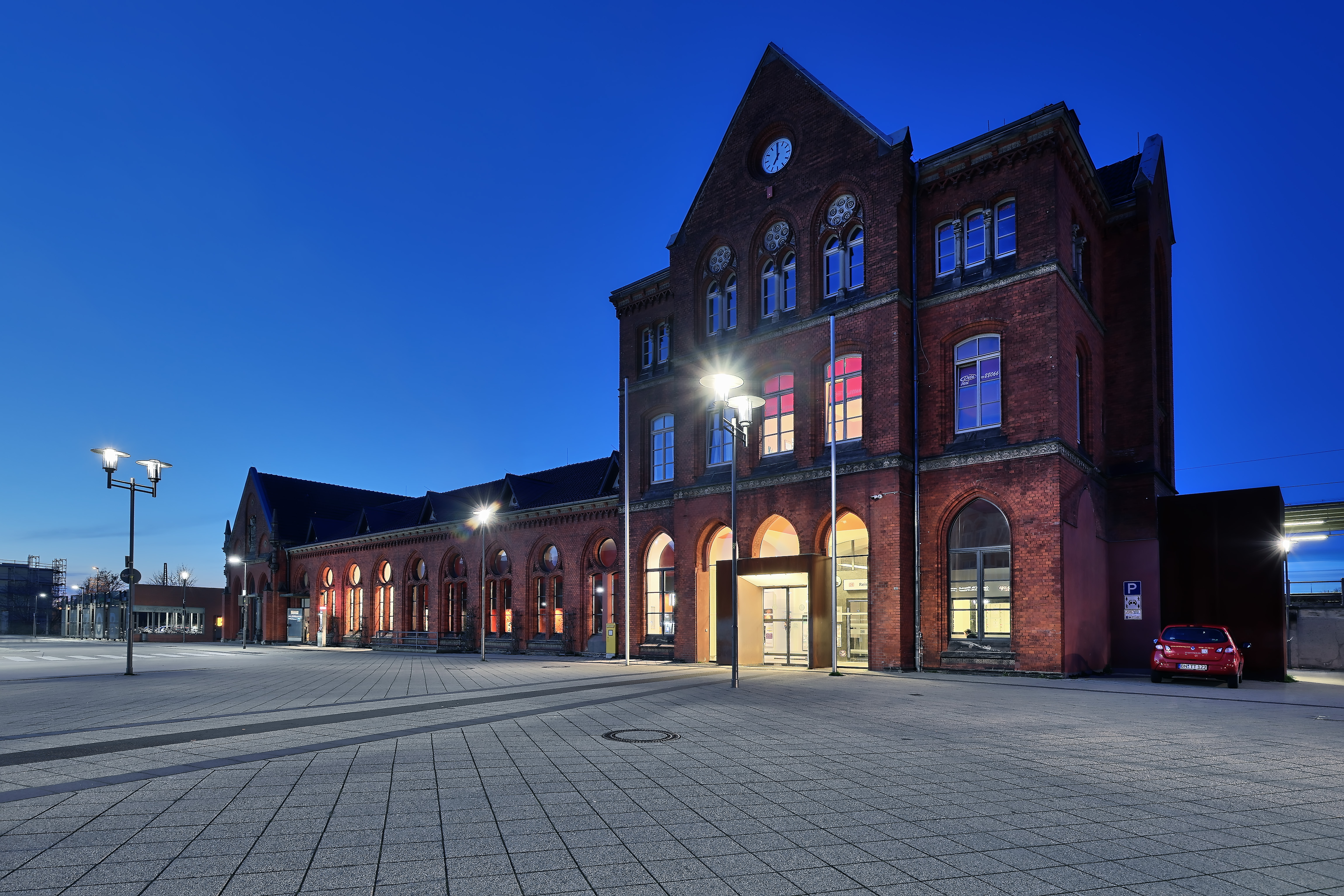
Bahnhof Detmold bei Nacht